# Luzia von Wyl
Luzia von Wyl (* 1985 in Luzern) ist eine Schweizer Jazzpianistin und Komponistin sowie Bandleaderin. Sie wird dem Jazzstil des Third Stream zugerechnet, der Jazz und Neue Musik zusammenbringt.

## Leben und Wirken
Von Wyl wuchs in Luzern auf, wo sie 2004 auch die Matura erlangte. Anschliessend studierte sie Klavier und Komposition an der Jazz-Abteilung der Hochschule der Künste Bern, an der Zürcher Hochschule der Künste sowie an der Hochschule Luzern und schloss ihr Studium 2011 sowohl mit einem Master in Klavier als auch einem Master in Komposition ab. Ihre Lehrer waren Dieter Ammann, Florian Hölscher, Kaspar Ewald und weitere. Von 2012 bis 2014 absolvierte von Wyl ausserdem einen Executive Master in Arts Administration an der Universität Zürich.
Mit ihrer 10-köpfigen Band, dem Luzia von Wyl Ensemble mit Streichern, Holzblasinstrumenten und einer Rhythmusgruppe, präsentiert von Wyl regelmässig ihre Kompositionen. Zeitgleich schreibt sie Auftragswerke für verschiedene Musiker und Bands, so u. a. für die generations Big Band dirigiert von Maria Schneider, den Trompeter Till Brönner, das Dieter Ilg Trio, das Zürcher Kammerorchester, das Swiss Brass Consort, das Nexus Reed Quintett, das Quintett This Is Pan, die Quartette Melanoia und Quatuor IXI, das Ensemble Montaigne, die Chamber Soloists Luzern, das Aruba Trio, das Duo Escarlata, die Cellistin Karolina Öhman, die Oboistin Marita Kohler, den Perkussionisten Fabian Ziegler, den Cellisten Jonas Iten und weitere; ihre Kompositionen wurden in London, New York, Berlin, Wien, Budapest, Prag, Dubai, Luxemburg, Luzern, Bern und Zürich uraufgeführt und in vielen Ländern Europas sowie in Amerika gespielt.
Wyl war Gast an namhaften Festivals wie dem Lucerne Festival, dem Schaffhauser Jazzfestival, dem Davos Festival, dem Festival da Jazz in St. Moritz, dem BeJazz Winterfestival, der Jazzwerkstatt Bern oder den Swiss Days Dubai.
2014 veröffentlichte sie mit dem Luzia von Wyl Ensemble ihr Debütalbum Frost beim Jazz-Label HatHut Records, welches von der nationalen und internationalen Fachpresse gelobt wurde. 2024 gründete sie ihr eigenes Label LU, welches gleichzeitig als Vertrieb ihrer Aufnahmen als auch Verlag für ihre Notenmaterial agiert.
Von 2009 bis 2016 unterrichtete von Wyl Klavier an der Kantonsschule Musegg Luzern, wo sie von 2013 bis 2016 auch die dortige Instrumentalabteilung leitete. 2016 und 2017 lebte sie in New York.

## Preise und Auszeichnungen
Von Wyl ist Gewinnerin mehrerer internationaler Kompositionswettbewerbe:
- 2022 NOVA Jazzprize[5]
- 2021 NYC Contemporary Music Symposium
- 2017 Chicago Ensemble
- 2011 Orchestra of Our Time New York

## Diskographische Hinweise
- Luzia von Wyl & This Is Pan: Lockdown Circus (LU Records 2024, mit Matthias Kohler, Lukas Thoeni, Dave Gisler, André Pousaz, Gregor Hilbe)[6]
- Luzia von Wyl Ensemble: Frakmont (LU Records 2024, mit Gary Versace, Amin Mokdad, Nicola Katz, Marcel Lüscher, Maurus Conte, Vincent Millioud, Karolina Öhman, Fabian Ziegler, Christoph Utzinger, Lionel Friedli)[7]
- Luzia von Wyl Ensemble: Throwing Coins (HatHut Records 2018, mit Amin Mokdad, Nicola Katz, Lukas Roos, Maurus Conte, Vincent Millioud, Jonas Iten, Raphael Christen, André Pousaz, Lionel Friedli, sowie Andrea Loetscher)[8]
- Melanoia & Quartour IXI: Red (BMC Records 2016, mit Hayden Chisholm, Achim Kaufmann, Ronny Graupe, Dejan Terzic, Régis Huby, Théo Ceccaldi, Guillaume Roy, Atsushi Sakai)
- Luzia von Wyl Ensemble: Frost (HatHut Records 2014, mit Amin Mokdad, Nicola Katz, Lukas Roos, Maurus Conte, Simon Heggendorn, Jonas Iten, Raphael Christen, André Pousaz, Rico Baumann)